# Arturo Vázquez Ayala
Arturo Vázquez Ayala, né le 26 juin 1949 à Mexico, est un footballeur international mexicain, évoluant au poste de défenseur du début des années 1970 au milieu des années 1980.

## Biographie
Jouant uniquement dans des clubs mexicains au cours de sa carrière, Arturo Vázquez Ayala est sélectionné à 52 reprises pour l'équipe du Mexique, avec cinq buts marqués dont un lors de la Coupe du monde de 1978.

## Palmarès
- Championnat du Mexique : 
  - Champion en 1977 avec le Pumas UNA Mexico
  - Vice-champion en 1978 et 1979 avec le Pumas UNA Mexico, et en 1982 avec le CF Atlante

- Coupe du Mexique : 
  - Vainqueur en 1975 avec le Pumas UNA Mexico

- Supercoupe du Mexique : 
  - Vainqueur en 1975 avec le Pumas UNA Mexico

- Coupe des champions de la CONCACAF : 
  - Vainqueur en 1983 avec le CF Atlante